# Nunciella woolcocki
Nunciella woolcocki is een hooiwagen uit de familie Triaenonychidae.